# Kostermanthus
Kostermanthus es un género con tres especies de plantas  perteneciente a la familia Chrysobalanaceae. Es originario de Malasia.

## Taxonomía
El género fue descrito por  Ghillean Tolmie Prance y publicado en Brittonia 31: 91. 1979. La especie tipo es: Kostermanthus heteropetalus (Scort. ex King) Prance

## Especies aceptadas
A continuación se brinda un listado de las especies del género Kostermanthus aceptadas hasta julio de 2011, ordenadas alfabéticamente. Para cada una se indica el nombre binomial seguido del autor, abreviado según las convenciones y usos.
- Kostermanthus heteropetalus (Scort. ex King) Prance
- Kostermanthus malayanus (Kosterm.) Prance
- Kostermanthus robustus Prance